# Свидетели (фильм, 2025)
«Свидетели» — российский комедийно-детективный телефильм с элементами романтики. Сюжет повествует о супружеской паре, которая находится на грани развода, но в силу жизненных обстоятельств не может разъехаться. Производством занимались «МайВэйСтудия» и телеканал «ТНТ».
Премьера состоялась 28 апреля 2025 года на телеканале ТНТ.

## Сюжет
Сергей (Антон Васильев) и Вика (Елена Подкаминская) женаты уже несколько лет. Постепенно их семья разрушается: Вика увлекается видным и состоятельным владельцем отеля Максимом (Сергей Астахов), а Сергей — молоденькой красоткой Лерой (Анастасия Резник). Казалось бы, всё это ведёт к разводу, но вдруг все четверо становятся свидетелями убийства и попадают под программу защиты свидетелей.
Все они скрываются в деревне, изображая из себя близких родственников. В тот момент Вике и Сергею и предстоит решить судьбу своего брака.

## В ролях
| Актёр               | Роль                                |
| ------------------- | ----------------------------------- |
| Антон Васильев      | Сергей супруг Вики                  |
| Елена Подкаминская  | Вика супруга Сергея                 |
| Сергей Астахов      | Максим бизнесмен, любовник Вики     |
| Анастасия Резник    | Лера любовница Сергея               |
| Андрей Федорцов     | Олег                                |
| Александр Половцев  | имя персонажа станет известно позже |
| Савелий Наумов      | имя персонажа станет известно позже |
| Константин Мурзенко | имя персонажа станет известно позже |

## Производство и релиз
Съёмки фильма стартовали в июле 2024 года. Продюсер проекта Лика Бланк отметила, что это «история о том, как важно вовремя остановиться и прислушаться к тому, чего хочешь ты, а также чего хочет человек рядом с тобой». Фильм построен как комедия с большим количеством иронии, самоиронии и юмора, «понятного и любимого зрителями канала».
Изначально проект планировался в качестве телесериала, но потом было приятно решение о его выпуске в качестве телефильма. Премьера состоялась на канале «ТНТ» 28 апреля 2025 года в 21:30.